# Юмашево (Чекмагушівський район)
Юма́шево (рос. Юмашево, башк. Йомаш) — село у складі Чекмагушівського району Башкортостану, Росія. Входить до складу Юмашевської сільської ради.
Населення — 865 осіб (2010; 817 у 2002).
Національний склад:
- чуваші — 79 %